# 팥꽃나무과
팥꽃나무과(----科, 학명: Thymelaeaceae 티멜라이아케아이[*])는 아욱목의 과이다.
전 세계에 널리 분포하며, 약 50속의 800여 종이 알려져 있는데, 특히 아프리카에 그 종류가 많다. 한국에는 서향·백서향나무·삼지닥나무·팥꽃나무·피뿌리풀 등이 분포하고 있다.
대부분 관목으로, 잎은 단순하고 가장자리가 매끈하며 어긋난다. 턱잎은 없다. 꽃은 가지 끝에 총상꽃차례를 이루면서 달리는 것이 기본이지만, 종에 따라서는 두상꽃차례를 이루는 것도 있다. 꽃은 양성화 또는 단성화이면서 암수딴그루이며, 수술의 수는 꽃받침조각의 수와 같거나 반수 또는 2배수이다. 씨방은 상위로 1-2개의 방을 가지고 있는데, 각 방에는 1개의 밑씨가 있다. 열매는 수과 또는 핵과이며, 벌어지지 않는다.
과거에는 저자들마다 팥꽃나무를 다른 방법으로 정의했다. 예를 들어, 존 허친슨(John Hutchinson)은 고니스틸루스속(Gonystylus)과 그 관련 종 뿐만 아니라 침향속(Aquilaria)과 그 관련 종들을 팥꽃나무과 분류에서 제외했으며, 이들을 별도의 2개 과 고니스틸루스과(Gonystylaceae)와 침향과(Aquilariaceae)로 분류했다. 그러나 현재는 텝푸이안투스속(Tepuianthus)을 팥꽃나무과에 둘 것인지 별도의 과로 분리할 것인가 논란만이 남아 있다. 스티븐슨(Stevens)은 텝푸이안투스속을 포함시키는 반면에, 쿠비츠키(Kubitzki)는 이를 가설로 보고 텝푸이안투스과(Tepuianthaceae)라는 별도의 과로 취급한다.

## 하위 분류
- 산닥나무속(Wikstroemia Endl.)
- 삼지닥나무속(Edgeworthia Meisn.)
- 아마풀속(Diarthron Turcz.)
- 침향나무속(Aquilaria Lam.)
- 팥꽃나무속(Daphne Tourn. ex L.)
- 피뿌리풀속(Stellera L.)
- Aetoxylon (Airy Shaw) Airy Shaw
- Amyxa Tiegh.
- Arnhemia Airy Shaw
- Atemnosiphon Leandri
- Craterosiphon Engl. & Gilg
- Dais Royen ex L.
- Daphnimorpha Nakai
- Daphnopsis Mart.
- Deltaria Steenis
- Dicranolepis Planch.
- Dirca L.
- Drapetes Banks ex Lam.
- Englerodaphne Gilg
- Enkleia Griff.
- Eriosolena Blume
- Funifera Andrews ex C.A.Mey.
- Gnidia L.
- Gonystylus Teijsm. & Binn.
- Goodallia Benth.
- Gyrinops Gaertn.
- Jedda J.R.Clarkson
- Kelleria Endl.
- Lachnaea L.
- Lagetta Juss.
- Lasiadenia Benth.
- Lasiosiphon Fresen.
- Lethedon Biehler
- Linodendron Griseb.
- Linostoma Wall. ex Endl.
- Lophostoma Meisn.
- Octolepis Oliv.
- Ovidia Meisn.
- Passerina L.
- Peddiea Harv.
- Phaleria Jack
- Pimelea Banks ex Gaertn.
- Restella Pobed.
- Rhamnoneuron Gilg
- Schoenobiblus Mart.
- Solmsia Baill.
- Stephanodaphne Baill.
- Struthiola L.
- Synandrodaphne Gilg
- Synaptolepis Oliv.
- Tepuianthus Maguire & Steyerm.
- Thymelaea Mill.